# تلراما
تِلِراما (انگلیسی: Télérama) یک مجلهٔ فرهنگی و تلویزیونی فرانسوی است که به صورت هفتگی در پاریس منتشر می‌شود. نام این مجله از چند حرف کلمات تلویزیون، رادیو و سینما گرفته شده است.